# Cage the Elephant
Cage the Elephant là một ban nhạc rock người Mỹ từ Bowling Green, Kentucky, được thành lập vào năm 2006. Nhóm hiện nay bao gồm Matt Shultz (hát), Brad Shultz (rhythm guitar), Daniel Tichenor (bass), và Jared Champion (trống) và Nick Bockrath (lead guitar). Lincoln Parish từng là tay lead guitar của ban nhạc cho đến cuối năm 2013, sau đó anh được thay thế bởi Bockrath. 

## Thành viên
- Matthew Shultz – hát chính
- Brad Shultz – rhythm guitar
- Nick Bockrath - lead guitar
- Daniel Tichenor – guitar bass, hát phụ
- Jared Champion – drums, percussion

Thành viên trước đây
- Lincoln Parish – lead guitar (2006-2013)

## Đĩa nhạc
Album phòng thu
- Cage the Elephant (2008)
- Thank You, Happy Birthday (2011)
- Melophobia (2013)
- Tell Me I'm Pretty (2015)